# Paul Marciano
Paul Marciano (* ca. 1952 in Debdou, Marokko) ist ein französisch-US-amerikanischer Geschäftsmann marokkanischer Herkunft. Er ist Mitaktionär der amerikanischen Firma Guess. Sein Vermögen wird auf mehr als 2 Milliarden US-Dollar geschätzt.

## Leben
Paul Marciano wurde in Marokko in eine jüdische Familie geboren und wuchs mit seinen vier Geschwistern Georges, Armand, Maurice und Jacqueline in Marseille, Frankreich, auf. Sein Vater, Großvater und Urgroßvater waren Rabbiner. Die Familie lebte in einer Wohnung in einem Synagogenkomplex. Paul war zusammen mit seinen Brüdern Mitglied der Éclaireurs israelites de France, einer jüdischen Pfadfindergruppe, die sich im selben Komplex befand.
Mit 15 Jahren waren er und ein Freund in einen Motorradunfall verwickelt, bei dem sie mit einem entgegenkommenden Auto kollidierten. Nachdem ihm gesagt wurde, dass er nie wieder gehen würde, verbrachte er sieben Monate im Rollstuhl. Nach anderthalb Jahren konnte er seine Gliedmaßen wieder voll benutzen, wurde aber aufgrund seiner längeren Abwesenheit nicht wieder in die Schule aufgenommen. Da er seine Ausbildung nicht beenden konnte, reiste er nach Israel, um in einem Kibbuz zu leben.
Zusammen mit seinen Brüdern gründete Paul Marciano 1981 die Firma Guess.
Nach mehreren Vorwürfen sexueller Belästigung von Frauen trat er 2018 als CEO von Guess zurück, blieb aber in der Firma.

## Wohltätigkeit
Marciano ist einer der Wohltäter der großen sephardischen Synagoge in Los Angeles, Em Habanim. 2014 stiftete er 5,2 Millionen US-Dollar der US-amerikanischen Wohltätigkeitsorganisation Friends of the Israel Defence Forces.

## Kunststiftung
2013 kaufte die Kunststiftung der Brüder Marciano für 8 Millionen US$ in Los Angeles den früheren Freimaurertempel Schottischen Ritus am Wilshire Boulevard, da die Ausstellungsflächen in den Geschäftsräumen von Guess für den Umfang der Sammlung nicht mehr ausreichten.

## Veröffentlichungen
- Paul Marciano: A Third Decade of Guess?. Rizzolli International Publications, New York City, USA 2012, ISBN 978-0-8478-4023-6.